# Mike Sparken
 Mike Sparken  és el pseudònim de Michel Poberejsky (Neuilly sur Seine, prop de París, 16 de juny del 1930 - Beaulieu-sur-Mer, 21 de setembre del 2012) que va ser un pilot de curses automobilístiques francès que va arribar a disputar curses de Fórmula 1.

## A la F1
Va debutar a la sisena i penúltima cursa de la temporada 1955 (la sisena temporada de la història) del campionat del món de la Fórmula 1, disputant el 16 de juliol del 1955 el GP de la Gran Bretanya al Circuit d'Aintree.
Mike Sparken va participar en una única cursa puntuable pel campionat de la F1, assolí un setè lloc com a millor posició.

## Resultats a la Fórmula 1
| Any  | Equip          | Xassís  | Motor   | 1   | 2   | 3   | 4   | 5   | 6     | 7   | Posició | Punts |
| ---- | -------------- | ------- | ------- | --- | --- | --- | --- | --- | ----- | --- | ------- | ----- |
| 1955 | Equipe Gordini | Gordini | Gordini | ARG | MON | 500 | BEL | HOL | GBR 7 | ITA | -       | 0     |

### Resum
| Curses: | Victòries: | Pòdiums: | Poles: | Voltes ràpides: | Punts: |
| ------- | ---------- | -------- | ------ | --------------- | ------ |
| 1       | 0          | 0        | 0      | 0               | 0      |